# Schönblick/Winkelwiese
Schönblick/Winkelwiese ist ein Stadtteil der Universitätsstadt Tübingen. Er liegt nördlich der Innenstadt.

## Lage

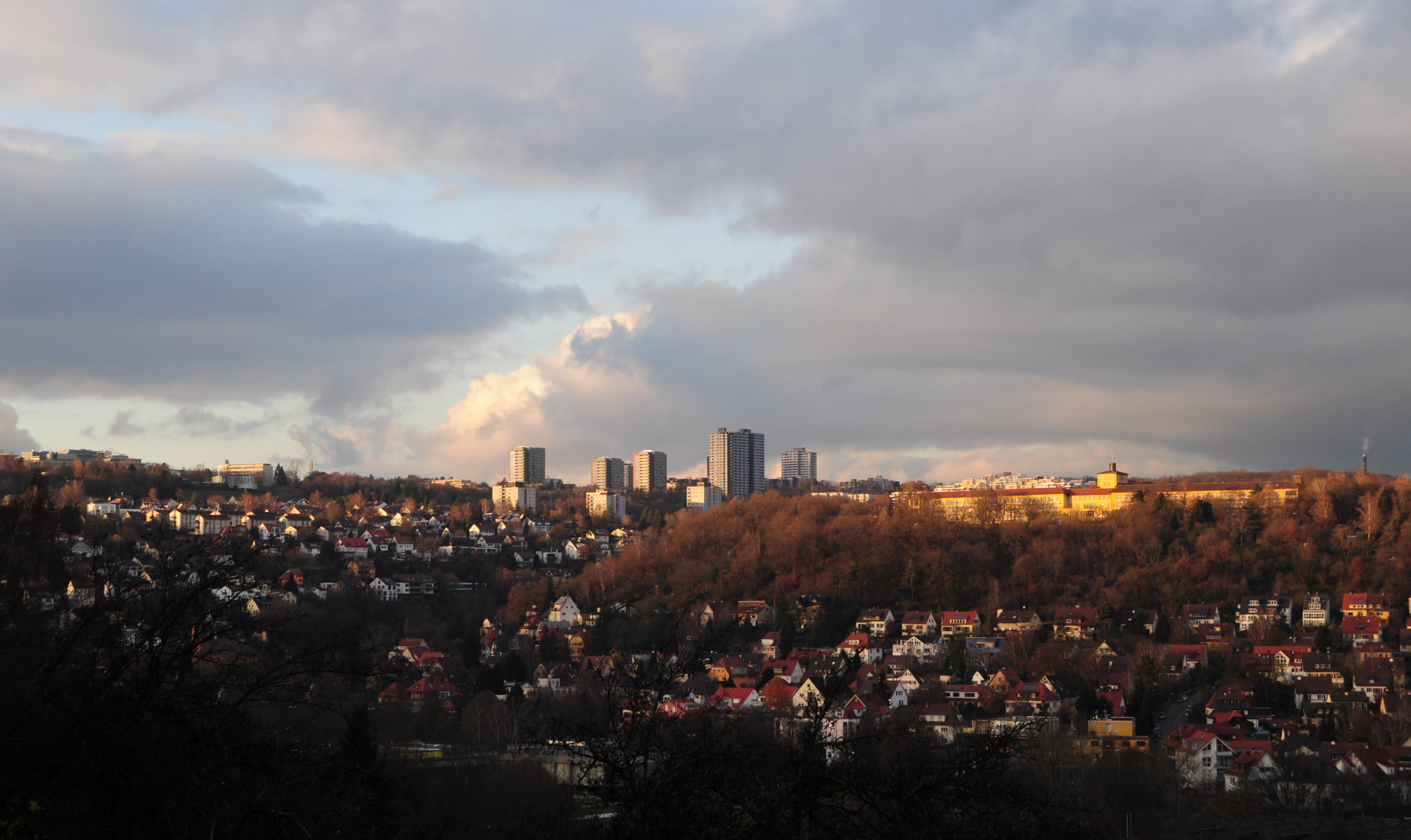
Schönblick/Winkelwiese (links) sowie Waldhäuser Ost (Mitte oben), Lustnau-Sand (rechts oben) und Lustnau-Denzenberg (rechts unten)

Er wird nördlich durch den Nordring von den Stadtteilen Waldhäuser Ost und Studentendorf WHO abgegrenzt. Die östliche Abgrenzung zum Stadtteil Lustnau ist ebenfalls der Nordring. Die Abgrenzung zum Stadtteil Universität ist westlich die Waldhäuser Straße und südlich die Mohlstraße. Die westliche Abgrenzung zum Stadtteil Wanne ist ebenfalls die Waldhäuser Straße.